# Абу ль-Фарадж аль-Ісфагані
Абу-ль-Фарадж аль-Ісфагані (*897, Ісфаган — †21 листопада 967) — арабський поет та вчений-філолог, історик. Автор найбільшої антології арабської поезії (21 книга) «Кітаб аль-агані» — «Книги пісень», яка охоплює поетичну творчість арабською мовою від доісламських поетів до сучасників автора. Крім поетичних текстів, у «Книзі пісень» подається велика кількість історичних та біографічних відомостей, що робить антологію визначною літературною пам'яткою і цінним історичним джерелом.